# Oswald Gomis
Oswald Thomas Colman Gomis (ur. 12 grudnia 1932 w Kelaniya, zm. 3 lutego 2023 w Kolombo) – lankijski duchowny rzymskokatolicki, w latach 2002–2009 arcybiskup Kolombo.

## Życiorys
Święcenia kapłańskie przyjął 3 lutego 1958. 9 kwietnia 1968 został mianowany biskupem pomocniczym Kolombo ze stolicą tytularną Mulia. Sakrę otrzymał 17 lipca 1968. 2 listopada 1995 objął rządy w diecezji Anuradhapura, a 6 lipca 2002 został mianowany arcybiskupem Kolombo. 16 czerwca 2009 przeszedł na emeryturę.